# أكسيمونيات
الأكسيمونيات (الاسم العلمي: Oxymonadida) هي رتبة من اللجفاوات تتبع طائفة المونيات اللاهوائية.

## التصنيف
- الأكسيمونات
  - الأكسيمونة